# Petronilho de Brito
Petronilho de Brito (São Paulo, 31 de maio de 1904  — Cerquilho, 7 de setembro de 1983) foi um futebolista brasileiro que atuava como atacante. Notabilizou-se como o primeiro brasileiro negro a jogar profissionalmente no exterior, sendo protagonista do primeiro título do San Lorenzo no campeonato argentino profissional (em 1933), altura em que era o futebolista brasileiro mais bem pago no mundo.
Petronilho teria sido também o primeiro negro a participar do primeira divisão paulista, ou, no mínimo, um dos primeiros a quebrar os preconceitos de cor que impossibilitavam acessos de negros nas grandes equipes locais, que, quando muito, toleravam mulatos. Irmão mais velho do descobridor de Pelé, o também futebolista Waldemar de Brito, Petronilho pôde jogar ao lado de Waldemar também no próprio San Lorenzo. Em 2012, foi considerado pela revista El Gráfico como um dos cem principais ídolos da história desse clube. Em 1953, o jornal Mundo Sportivo elegeu Petronilho como o terceiro maior centroavante que o futebol brasileiro tivera nos vinte anos anteriores. Um ano depois, Thomaz Mazzoni, avaliando futebolistas que já haviam parado de jogar, o qualificou como décimo principal craque, por ordem cronológica, surgido no Brasil.
Notabilizou-se ainda como o real inventor brasileiro do chute de bicicleta, segundo declarado pelo próprio Leônidas da Silva, usualmente considerado o criador da jogada. Na Argentina, onde foi costumeiramente grafado com a corruptela "Petronilo do Britos", ficou conhecido pelo mesmo apelido de Leônidas: Diamante Negro, embora fosse apelidado também de El Bailarín, El Artista de la Pelota, El Fenómeno e El Negro de Porcelana. No Brasil, também era chamado pelo diminutivo "Petro", bem como de "O Azougue".
Antes da consagração no país vizinho, Petronilho foi um dos astros do futebol paulista que teriam ido à Copa do Mundo FIFA de 1930 e terminaram cortados em meio a desavenças entre dirigentes locais com rivais cariocas que geriam a Confederação Brasileira de Desportos. Pôde fazer cinco jogos pela Seleção Brasileira, entre 1928 e 1935, embora nenhum seja modernamente considerado oficial. Com o tempo, tornou-se personagem relativamente esquecido no próprio país, tendendo a ser mais lembrado na Argentina, onde seu prestígio é superior ao do irmão ilustre.

## Carreira no Brasil
Começou a jogar no juvenil do Flor da Infância. Seu primeiro time adulto foi o Antarctica, em 1921, embora ainda fosse adolescente quando começou a jogar por esta equipe do bairro da Mooca. Pelo Antarctica, disputou a segunda divisão paulista de então e posteriormente na primeira divisão de uma liga dissidente que terminou infrutífera.
No ano seguinte, pelo Minas Gerais, do bairro do Brás, Petronilho teria praticado a primeira bicicleta do futebol brasileiro, em duelo contra o Vila Isabel, em partida em que destacou-se também por marcar os quatro gols de sua equipe no empate em 4-4.
Ele seguiu pelo Minas Gerais como solitário destaque de campanhas medianas feitas até 1924 por este clube (renomeado Braz naquele ano) no campeonato paulista. Um dos principais momentos foram dois gols em empate em 3-3 contra a equipe paulista mais poderosa da época, o Paulistano, em 1923.
Em 1925, Petronilho passou a defender o Sírio, marcando cerca de metade dos gols da campanha 5ª colocada naquele ano no estadual. Com isso, terminou convocado pela Seleção Paulista para ser o reserva de Arthur Friedenreich no Campeonato Brasileiro de Seleções Estaduais. Por ela, estreou contra a Seleção Paraense, que havia se proclamado a campeã do Norte.
No ano seguinte, o Sírio realizou sua principal campanha, a do vice-campeonato na edição extra do campeonato paulista de 1926. Também em 1926, a Seleção Paulista venceu o Campeonato Brasileiro, com Petronilho sendo figura destacada também como o artilheiro daquela edição: marcou quinze vezes, sendo sete delas somente na goleada de 16-0 sobre a Seleção Catarinense. Em 1929, classificava aquele título brasileiro como sua maior emoção esportiva.
Entre 1927 e 1928, Petronilho jogou o campeonato paulista pelo Independência. Nesse período, foi vice-campeão por São Paulo no Campeonato Brasileiro de Seleções de 1927; e também estreou pela Seleção Brasileira.
Regressou em 1929 ao Sírio e, apesar da campanha péssima do clube (dos nove gols que o time fez, cinco foram de Petronilho, em seis jogos), seguiu na Seleção Brasileira. Pela Seleção Paulista, naquele ano participou de vitória de 6-1 sobre o então campeão italiano, o Torino, em 14 de setembro, no Parque Antarctica. Ainda em 1929, também voltou a vencer o Campeonato Brasileiro.
Naquele período, "Petro" era então visto como o principal jogador negro do futebol paulista, servindo inclusive seleção estadual formada apenas por negros em jogos de bastante repercussão na época: seja contra uma seleção estadual de brancos, em duelos anuais pela "Taça Princesa Isabel" ocorridos entre 1927 e 1931 no feriado da abolição e vencidos em maioria pelos negros; seja em duelos com a Seleção Carioca, tanto a principal (derrotada por 6-2) como uma só de negros (derrotada por 7-1), como também contra o clube húngaro Ferencváros.
Mesmo com o Sírio realizando nova campanha fraca em 1930, Petronilho destacou-se com 24 gols em 26 jogos, figurando em terceiro na artilharia, abaixo de Friedenreich e de Feitiço. Em paralelo, Leônidas da Silva defendia clube carioca de mesmo nome e, no início de carreira, chegou a ser apelidado de "novo Petronilho" ou de "Petronilho carioca". Ainda em 1930, Petronilho chegou a defender o Palmeiras (então Palestra Itália) em amistoso contra um combinado de Corinthians e São Paulo da Floresta, em 10 de junho, marcando três gols no empate em 6-6; essa participação, assim como a de Tatu,  utilizado em cinco amistosos em 1925, antecederam em mais de uma década a passagem de Og Moreira (iniciada em 1942), usualmente considerado o primeiro negro a jogar pelo clube alviverde.
A temporada de 1931 foi a última com participação integral de Petronilho no futebol paulista, tanto no Sírio como pela seleção estadual no Campeonato Brasileiro. A eclosão da Revolução Constitucionalista de 1932 interrompeu o calendário esportivo; em represália à derrota paulista no conflito, os clubes de São Paulo deixaram de ceder jogadores à Seleção.
Naquela era ainda oficialmente amadora do futebol brasileiro, Petronilho remunerava-se como vendedor de agência da Chevrolet controlada pela firma Abdulkader, Pereira & Cia. O fim do amadorismo, oficializado em 1935, acarretaria no desaparecimento de diversos times das primeiras décadas do futebol paulista.  O próprio Sírio desativaria naquele mesmo ano seu departamento de futebol, mantendo-se desde então competitivo sobretudo no basquete.

## San Lorenzo

### O título de 1933

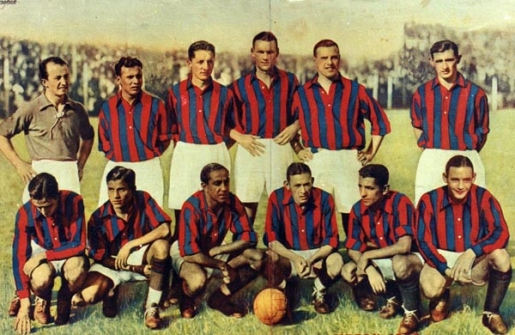
Formação do San Lorenzo campeão argentino de 1933. Petronilho é o terceiro agachado, da esquerda para a direita.

O San Lorenzo, no início de 1933, formou uma colônia de jogadores brasileiros egressos do futebol paulista. Em 26 de janeiro, em amistoso no antigo estádio (antecessor de La Bombonera) do Boca Juniors, o clube, ao vencer por 4-1 um combinado brasileiro de universitários, promoveu a estreia de João Ramon e de Agostinho Teixeira, vindos respectivamente da Portuguesa e do Estrela de Ouro. Petronilho estreou no amistoso seguinte, em vitória de 4-1 sobre o Vélez Sarsfield no antigo estádio deste clube em Villa Luro, em 8 de fevereiro. Atuou ao lado de Teixeira, autor de um dos gols, e de mais um brasileiro que estreava nos azulgranas, Tuffy.
Ainda em fevereiro, o San Lorenzo estreou mais um brasileiro, Eugênio Vanni, em vitória amistosa de 6-2 sobre o Chacarita Juniors, no antigo estádio deste clube em Villa Crespo. Nesta partida, Petronilho marcou seu primeiro gol como sanlorencista, empatando em 1-1 o placar aberto pelo adversário. Ainda nos amistosos de pré-temporada, marcou o gol do empate em 3-3 em outra vitória de virada (por 4-3), sobre o Rosario Central, em 5 de março, no velho Gasómetro em Boedo. Uma semana depois, começou o campeonato argentino de 1933.
No restante do ano, Tuffy e Vanni ficaram restritos a amistosos ou à equipe B do San Lorenzo. Os demais foram empregados no campeonato e tiveram seus nomes normalmente nacionalizados: Petronilho de Brito virou "Petronilo do Britos"; João Ramon virou "Juan Ramón"; e Agostinho Teixeira tornou-se "Agustín Teixeira". Estes dois, contudo, também figuraram mais no torneio de equipes B, no qual o San Lorenzo terminaria vice-campeão. Petronilho foi o único a colher sucesso de fato no time principal, marcando 13 vezes em 19 partidas no campeonato, ao passo que Ramon e Teixeira, somados, só participaram de três partidas.
Ramon só esteve na rodada inaugural, empate em 1-1 com o Lanús. Teixeira estreou já na 10ª, lesionando-se e só reaparecendo uma outra vez, na 12ª. Naquelas dez primeiras rodadas, o San Lorenzo não parecia dar mostras de ser campeão, ao empatar quatro vezes, ainda que Petronilho pudesse destacar-se gradualmente já nesse período: na 3ª rodada, marcou seu primeiro gol na campanha, abrindo, aos 44 minutos, vitória de 2-0 sobre o Racing. Na 6ª, abriu na casa adversária, com arremate a meia altura, vitória de 3-1 sobre o Platense. Também marcou duas vezes em vitória de 6-1 sobre o Estudiantes de La Plata, no jogo seguinte: abriu o placar e, ainda no primeiro tempo, marcou o provisório 3-1, além de fornecer assistência ao quinto e ao sexto gols.
Na 8ª rodada, Petronilho abriu o placar de 1-1 histórico por render a primeira vez em que o Vélez utilizou sua icônica camisa com listra em V azulada, novo uniforme principal em substituição a uma camisa tricolor similar à do Fluminense. Seu gol seguinte veio na mesma rodada em que Teixeira estreou, a 10ª, abrindo outro placar de 1-1, contra o Argentinos Juniors. Na 11ª, Petronilho saiu lesionado em derrota de 4-2 para o Gimnasia y Esgrima La Plata, equipe que parecia a mais apta ao título na maior parte do campeonato - chegando a ser naquele ano apelidada de El Expreso, onde era reserva Juan Raúl Echevarrieta, futuro maior artilheiro estrangeiro do Palmeiras.
Petronilho só voltou a jogar já na 23ª rodada. Sem ele, o clube pôde permanecer invicto da 12ª à 19ª, com seis vitórias no período, mas saiu derrotado na 20ª e na 21ª. Na reestreia do brasileiro, ele forneceu assistência para abrir o placar e fechando-o em vitória de 3-1 sobre o Platense. Na rodada seguinte, ele marcou novo gol, embora não evitasse derrota em La Plata para o Estudiantes, por 2-1. Mas, nas dez rodadas que restavam, o clube venceu nove desses jogos, se recolocando em disputa que, além do Gimnasia, envolvia também o Boca. Com o brasileiro presente, o San Lorenzo venceu na 25ª rodada por 4-2 o Vélez e, na 26ª, bateu por 5-2 o Tigre.

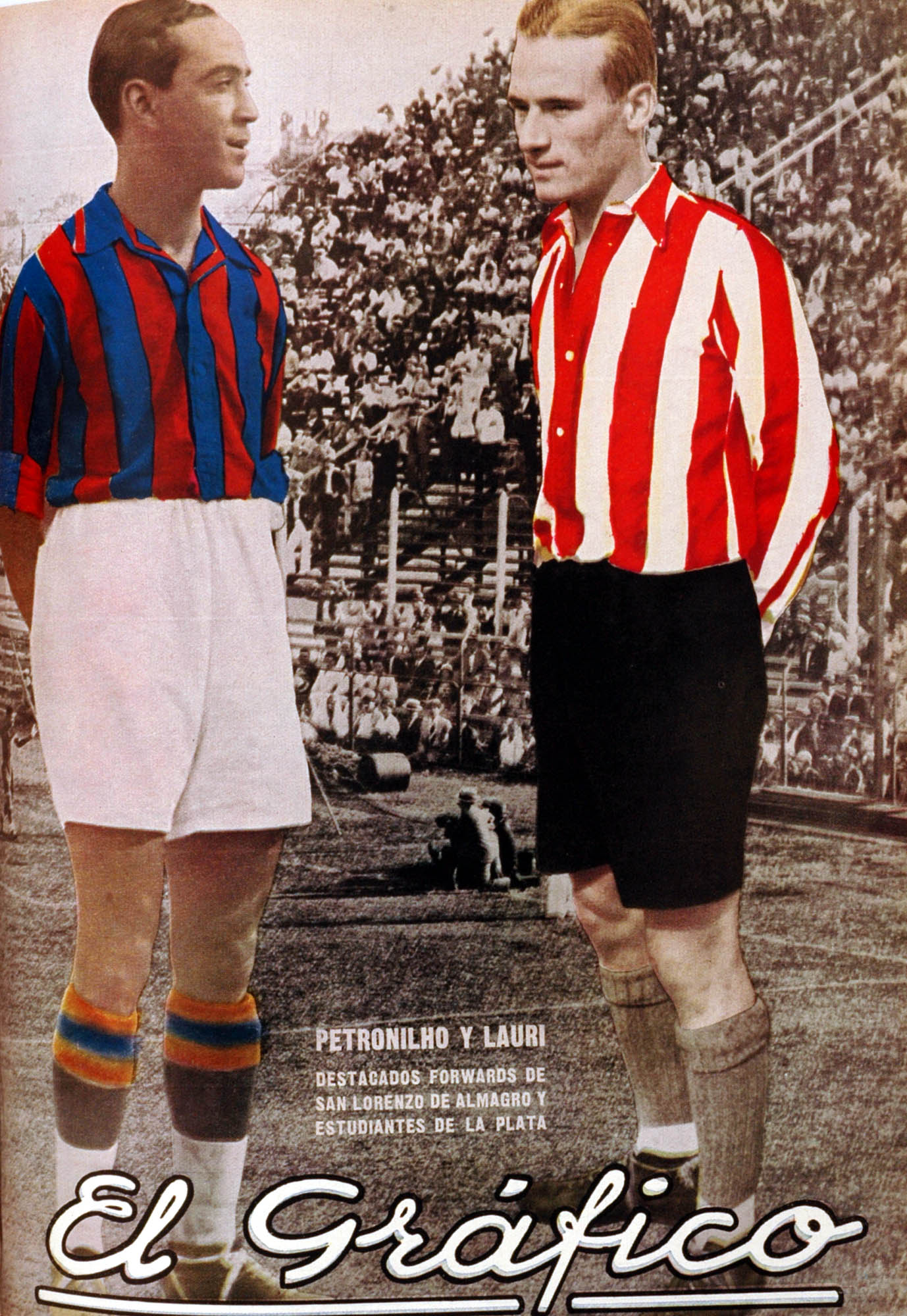
Em capa de 1933 da revista El Gráfico, junto a Miguel Ángel Lauri (Estudiantes), que defendeu a Seleção Argentina e a Seleção Francesa.

Petronilho ausentou-se da partida seguinte, mas reapareceu no resultado mais célebre do campeonato, o da 28ª rodada: era um duelo direto com o Gimnasia, que, antes do pontapé inicial, possuía um ponto a mais e liderava o torneio juntamente com o Boca. Petronilho abriu o placar, de bicicleta, ou de chilena, como o lance é denominado na Argentina. Os platenses empataram, mas Petronilho recolocou o San Lorenzo em vantagem, aos 6 minutos do segundo tempo. Vinte minutos depois, colegas conseguiram marcar o 3-1, desatando um protesto enérgico dos adversários, que clamavam impedimento. Com a expulsão por reclamação de um de seus membros, o restante do elenco gimnasista, como crítica a uma arbitragem que qualificava como tendenciosa, deixou de jogar. Pelos sete minutos seguintes, o San Lorenzo marcou diversos gols deliberadamente sem resistência até o juiz encerrar aos 33 minutos do segundo tempo uma partida escandalosa, com o placar de 7-1. No registro fotográfico mais chamativo da "greve", o goleiro platense chegou a observar sentado rente à trave um dos gols sofridos.
Na 29ª rodada, mesmo fora de casa, Petronilho e colegas venceram por 5-1 o Ferro Carril Oeste. Na 30ª, ele abriu placar de 5-2 sobre o Atlanta, conferindo também assistência ao quarto gol do seu time. Também abriu o placar na 31ª, em vitória como visitante sobre o Talleres de Escalada. Na 32ª, ocorre novo duelo direto, com o Boca, em partida de arrecadação recorde no Gasómetro. Petronilho abriu o placar no primeiro minuto do segundo tempo, em chute forte desferido a vinte metros do gol. O San Lorenzo pôde vencer por 2-0, encerrando invencibilidade boquense que durava treze partidas, além de ultrapassar o concorrente na liderança.
Contudo, na 33ª e penúltima rodada, o San Lorenzo foi derrotado por 1-0 pelo Independiente e o Boca, ao vencer por 3-1 o Lanús, voltou à liderança. O Boca detinha exatamente 49 pontos contra 48 do San Lorenzo quando começou a rodada final. Mas o título foi dos azulgranas, que venceram por 1-0 fora de casa o Chacarita enquanto o compromisso do concorrente era justamente o clássico dele com o River Plate. Estimulado a atrapalhar o arquirrival, o River venceu por 3-1, mesmo precisando atuar com dez jogadores após um lesionar-se em tempos em que não eram permitidas substituições. Essa combinação de resultados permitiu que a volta olímpica fosse feita pelo San Lorenzo.
O protagonismo de Petronilho e a presença expressiva de outros brasileiros, mesmos reservas, naquele San Lorenzo fez o clube chegar a ser abraçado por conterrâneos expatriados em Buenos Aires - o mais famoso deles foi um futuro presidente do Brasil, João Figueiredo, que se mudara à Argentina no exílio que Euclides Figueiredo, seu pai, precisara realizar em família após ser derrotado na Revolução Constitucionalista de 1932. Em entrevista dada em 1980 ao Jornal dos Sports, Figueiredo revelara que seus irmãos haviam se afeiçoado pelo Boca, mas que as figuras de Petronilho e do irmão Waldemar de Brito foram um fator para que preferisse o San Lorenzo.
Atuar em uma liga profissional retirou as chances de Petronilho ir à Copa do Mundo FIFA de 1934, com a Confederação Brasileira de Desportos ainda admitindo somente jogadores de clubes formalmente amadores. Mas, por décadas, a conquista de 1933 foi popularmente vista como o do primeiro título argentino do San Lorenzo, embora na realidade tenha sido o primeiro da era profissional, oficialmente aberta em 1931; no amadorismo, o clube já havia sido campeão três vezes, tornando o título de 1933 especialmente importante por igualar o Ciclón aos quatro títulos (todos amadores) que seu tradicional rival, o Huracán, já tinha. Oitenta anos depois, em 2013, livro de estatísticas do clube louvou o brasileiro como alguém que "agregou virtuosismo a uma equipe que alcançou o título de forma inesperada, mas muito meritória".

### Em 1934 e em 1935

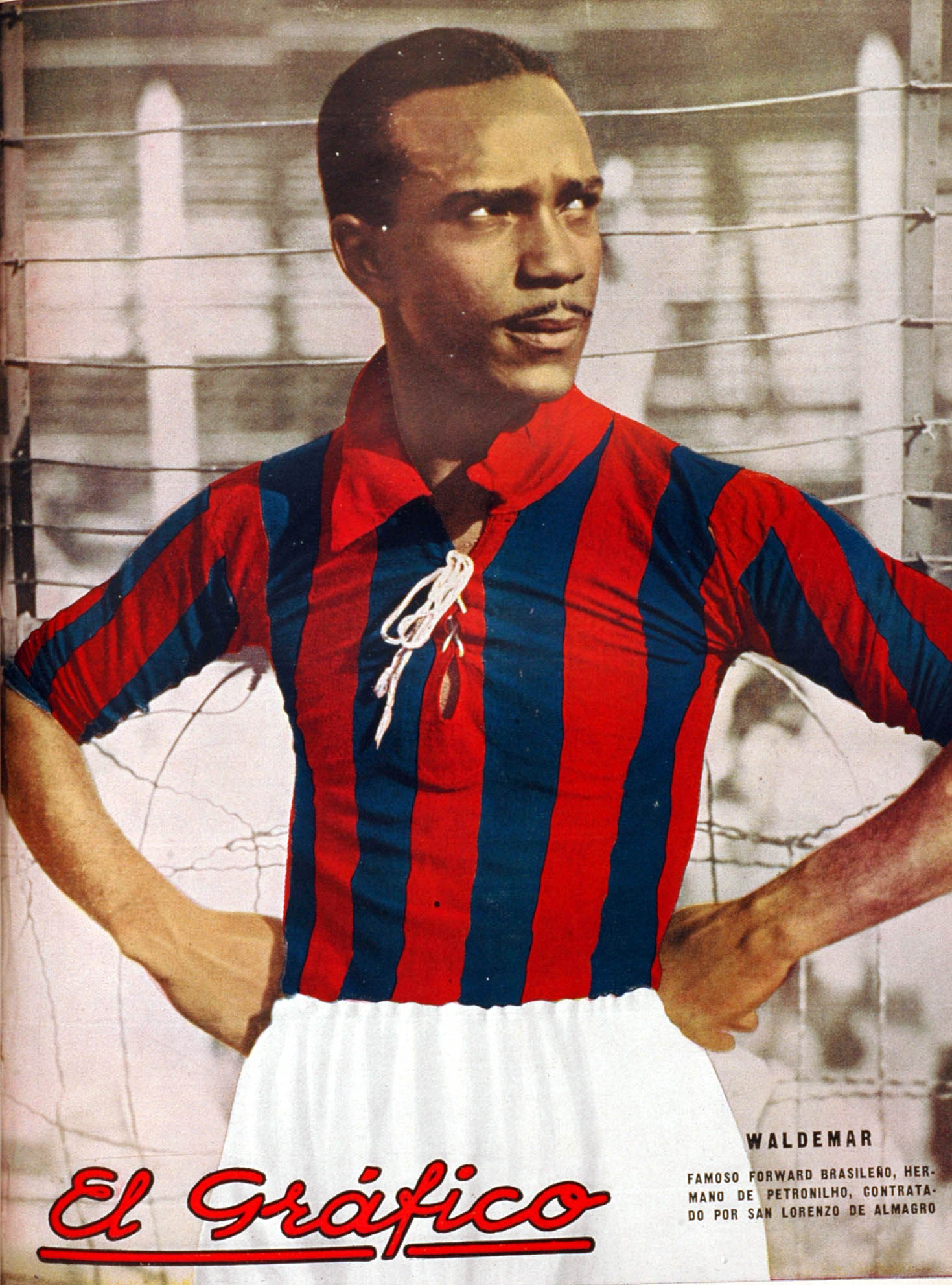
O irmão Waldemar de Brito no San Lorenzo em 1935: só jogaram uma vez juntos no clube.

Para renovar com o San Lorenzo, Petronilho embolsou o equivalente a 60 contos (ou milhões) de réis, sendo 40 de luvas, 16 de salários e 4 como prêmios por vitórias - quantias que faziam dele o futebolista brasileiro mais bem pago no mundo. Em 1934, ele integrou campanha de terceiro lugar, a quatro pontos do campeão Boca Juniors. Foi o artilheiro da sua equipe, com dezesseis gols e onze assistências em 29 partidas. O Ciclón chegou a liderar o torneio em dado momento, mas perdeu fôlego mesmo que pudesse derrotar por duas vezes o campeão.
Naquele campeonato, Petronilho marcou em dois clássicos com o Huracán, em goleada de 5-1 no primeiro turno e em derrota de 2-1 no segundo; em vitória de 5-3 fora de casa sobre o próprio Boca, além de marcar um dos gols (empatando em 3-3 antes de sua equipe virar o placar), forneceu três assistências; em vitória de 3-2 sobre o Vélez Sarsfield, marcou gol após driblar três adversários; e também sobressaiu-se em 2-2 com o Independiente (dando assistência ao primeiro gol e, de voleio, empatando a partida) e por marcar o gol da vitória em 2-1 sobre o River Plate.
Em fevereiro de 1935, ainda como jogador do San Lorenzo, Petronilho fez sua última partida pela Seleção Brasileira. Naquele ano, ele ia dar-se ao gosto de jogar ao lado do irmão Waldemar de Brito pelo clube, que contratou ainda outro brasileiro do futebol paulista, Zarzur - ambos vinham do São Paulo da Floresta. Mas a parceria com ambos acabou sendo pouco percebida.
Waldemar estreou em 10 de março, em amistoso contra o Platense, sem que Petronilho jogasse. Ainda sem Petronilho, Waldemar causou sensação na rodada inaugural, com três gols em vitória fora de casa por 5-3 sobre o Talleres de Escalada. Os irmãos então puderam atuar juntos na 2ª rodada, mas nela Waldemar lesionou-se aos 37 minutos, sem que fossem permitidas substituições. O Boca aproveitou-se disso para, no segundo tempo, marcar o único gol de duelo no velho Gasómetro. Aquela partida veio a ser a única dos irmãos De Brito pelo San Lorenzo, com a recuperação de Waldemar mostrando-se mais demorada do que inicialmente se imaginara.
O próprio Petronilho também não jogaria muito pelo clube em 1935: esteve também na 3ª rodada (com gol no 2-2 com o Gimnasia y Esgrima La Plata), na 5ª (com gol no 5-0 sobre o Atlanta), na 6ª (derrota de 1-0 para o Argentinos Juniors) e na 12ª (derrota de 2-1 para o Huracán). Com dificuldades de aclimatação, Zarzur seria utilizado uma única vez, na 11ª, em derrota em casa por 2-0 para o Ferro Carril Oeste; ao passo que Waldemar fez uma terceira e última aparição precisamente na 13ª rodada, em 4-1 sobre o Platense. Com a viabilidade da carreira de Waldemar chegando a ser posta em dúvida em função da lesão, os irmãos preferiram regressar ao Brasil, embora eventualmente Waldemar se recuperasse a ponto de até vir a defender novamente o San Lorenzo (entre 1939 e 1940).
Petronilho faleceu em 1983. Um ano antes, o ex-clube havia vencido imediatamente a segunda divisão logo após ter se tornado, em 1981, o primeiro dos cinco grandes do futebol argentino a sofrer rebaixamento. A campanha exitosa de reacesso foi felicitada publicamente pelo já presidente brasileiro João Figueiredo, que seguia se declarando torcedor azulgrana cerca de cinquenta anos depois do exílio que lhe permitira testemunhar a campanha de 1933. Em visita de Estado à Argentina realizada como presidente do Brasil em 1980, Figueiredo chegara a autografar imagem de Petronilho para um historiador do San Lorenzo.

## Seleção

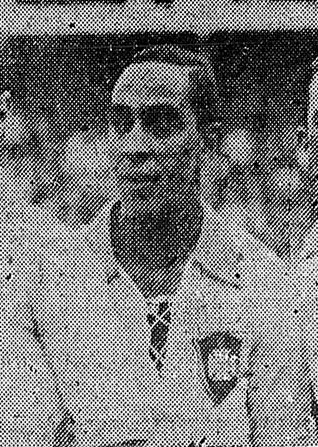
Na tarde de sua estreia pela Seleção Brasileira, em 1928.

Petronilho fez cinco jogos pela Seleção Brasileira, embora nenhum seja considerado oficial: nenhum deles foi contra outra seleção nacional, e sim todos contra clubes.
Sem disputar a Copa América na segunda metade da década de 1920, o Brasil chegou a não realizar nenhuma partida nos anos de 1926 e 1927. Seus últimos jogos entre a retomada de partidas, em 1928, e a estreia na Copa do Mundo FIFA de 1930 foram todo contra clubes, a começar por duelo contra o Motherwell. Essa partida, em 24 de junho de 1928 nas Laranjeiras, foi a primeira de Petronilho pelo Brasil, vencedor por 5-0.
Em 1929, a Seleção jogou três vezes, com Petronilho atuando na segunda e terceira partidas: respectivamente, um 4–2 em 24 de janeiro, em São Januário, sobre o Rampla Juniors, que no fevereiro anterior havia assegurado o título do campeonato uruguaio de 1927; e, em 10 de julho, em vitória de 2–0 nas Laranjeiras sobre o clube húngaro Ferencváros, última partida do Brasil antes da Copa do Mundo. Nela, Petronilho marcou o segundo gol.
Ele esteve na convocação originalmente planejada pela Confederação Brasileira de Desportos para a Copa de 1930, em lista composta por quinze jogadores do campeonato paulista e oito do campeonato carioca. Ele, Feitiço (Santos) e Friedenreich (São Paulo da Floresta), todos incluídos entre os quinze paulistas, seriam precisamente os três principais artilheiros da edição de 1930 do seu torneio estadual. Contudo, eles três, assim como os também chamados Athiê (também do Santos), Clodô, Luisinho e Nestor (também todos do São Paulo), De Maria, Del Debbio, Grané e Filó (todos do Corinthians) e Amílcar, Heitor, Pepe e Serafini (todos do Palestra Itália) terminaram impedidos de irem.
O corte decorreu de desavenças iniciadas com o não-atendimento de uma exigência da Associação Paulista de Esportes Atléticos de ver-se representada no comando técnico da Seleção. Com a negativa por parte da gestão da CBD, controlada por cariocas, trocas de farpas começaram via imprensa e cresceram a ponto de a CBD optar por levar ao Uruguai somente futebolistas inscritos de times da cidade do Rio de Janeiro ou do Estado de mesmo nome. Araken Patusca, por estar em litígio com o Santos, veio a ser o único jogador em atividade no futebol paulista a terminar aproveitado na convocação final, mas após filiar-se à federação carioca.
Petronilho voltou a jogar pelo Brasil já em 1931, novamente contra o Ferencváros, em 2 de julho, marcando dois gols em vitória de 6-1 no Parque Antarctica. Com o tempo, este jogou tornou-se histórico por ter sido o primeiro de Domingos da Guia pela seleção. No ano seguinte, em represália na derrota da Revolução Constitucionalista de 1932, os clubes paulistas deixaram de ceder jogadores.
Em 1933, Petronilho e outros brasileiros foram jogar profissionalmente no exterior em tempo no qual a CBD ainda exigia o amadorismo dos clubes filiados, com única exceção na convocação à Copa do Mundo FIFA de 1934 sendo dada a Patesko, que defendia no Uruguai o já profissionalizado Nacional. Pela mesma equipe exigir quantia vultosa de 42 contos de réis para liberar Domingos da Guia, este acabou não indo ao Mundial. Quem pôde ir à Copa foi o irmão de "Petro", Waldemar de Brito, ainda no São Paulo da Floresta. Principal clube ainda oficialmente amador, o Botafogo serviu de base à seleção e aliciou também para si o reforço dos próprios Patesko e Waldemar.
Petronilho também foi inviabilizado pela postura dos próprios clubes profissionais argentinos, como seu San Lorenzo. Eles recusaram-se a fornecer seus jogadores: em 1931, formaram uma liga dissidente da Associação do Futebol Argentino; enquanto essa liga admitia o profissionalismo, a Associação que a FIFA reconhecia como oficial ainda prezava pelo amadorismo - e acabou por enviar ao Mundial da Itália uma formação alternativa e mais fraca da própria Seleção Argentina, com jogadores semidesconhecidos e egressos de equipes modestas. Embora houvesse pressão patriótica pela liberação pontual dos profissionais, seus clubes receavam que os atletas terminassem prospectados pelo futebol italiano (cuja profissionalização já estava oficializada) e, diante do caráter ainda não-oficial da liga profissional argentina perante a FIFA, não se verem indenizados. Apenas em 1935 haveria a reunificação, com a Associação absorvida pelo êxito da dissidente liga profissional, cujos campeonatos de 1931 a 1934 terminaram convalidados.
Em 1935, o River Plate fez em fevereiro uma série de amistosos pelo Brasil. Dentre eles, enfrentou em 24 de fevereiro a própria Seleção Brasileira, em São Januário, na única partida que ela realizou naquele ano. Ainda jogador do San Lorenzo naquele semestre, Petronilho acompanhou os argentinos e enfrentou-os na vitória brasileira por 2-1, sua quinta e última partida pela seleção - e a primeira após quatro anos. Esse jogo foi histórico por ter sido também a última aparição de Friedenreich (que substituíra Carvalho Leite, que por sua vez entrara em campo ao substituir o próprio Petronilho) por ela. A exemplo do mencionado Patesko, Petronilho também tornou-se até a década de 1980 um raro futebolista utilizado pela Seleção enquanto pertencia a um clube estrangeiro.

## Títulos

### Seleção Paulista
- Campeonato Brasileiro de Seleções Estaduais: 1926 e 1929[4][1]

### San Lorenzo
- Campeonato Argentino: 1933 [4][7][8][9]

### Individual
- Artilharia do Campeonato Brasileiro de Seleções Estaduais: 1926 [4]

## Vida pessoal
Filho do casal Eugênio de Brito e Júlia de Brito, Petronilho teve como irmãos, além de Waldemar de Brito, também Adrião, Carlos e Irineu, igualmente futebolistas. Foi casado duas vezes: com Gertrudes de Brito e depois com Mafalda de Brito, tendo como filhos Flávio (que foi funcionário do jornal A Tribuna), Lílian e Sérgio. Este último falecera antes do pai.
Na velhice, vivia na cidade de Cerquilho, onde era figura querida. Nela faleceu em 7 de setembro de 1983, sendo sepultado no dia seguinte no cemitério local.